# Gary Marocchi
Gary Donald Marocchi (Perth, 24 aprile 1955) è un allenatore di calcio ed ex calciatore australiano, di ruolo centrocampista.

## Carriera
Marocchi ha giocato nella nazionale di calcio dell'Australia per 11 volte in partite internazionali nel ruolo di centrocampista. La sua carriera di giocatore è iniziata a Perth nel 1971 con i Perth Azzurri nella Western Australia State League e si è conclusa nel 1980 con gli Adelaide City nella National Soccer League. Ha giocato poi 22 volte nella Western Australia e 3 nella South Australia.
La prima esperienza di Marocchi come allenatore a livello semiprofessionstico è stata nei Perth Italia nel 1991. Vi rimase fino a quando fu ingaggiato dai Perth Kangaroos, dove nel 1994 conquistò la FAS Premier League. Quando i Perth Glory entrarono nella National Soccer League nel 1996, Marocchi fu scelto per guidarli. In entrambe le stagioni in cui fu in carica però mancò le finali. Fu rimpiazzato da Bernd Stange prima della stagione 1998-1999. Nel 2003 è stato assunto dagli Swan IC nella WA State League, dove ha allenato fino al giugno 2005, quando si dimise, motivando la sua scelta anche con lo scarso impegno mostrato dai giocatori.